# Eleanor, vévodkyně z Gloucesteru
Eleanor, vévodkyně z Gloucesteru (rozená Cobhamová; 1400, Surrey – 7. července 1452, hrad Beaumaris) byla milenka a druhá manželka vévody Humphreyho z Gloucesteru. Byla usvědčena z čarodějnictví a její uvěznění za zrádnou nekromancii v roce 1441 bylo cause célèbre (problém nebo incident vzbuzující širokou kontroverzi).

## Život

### Rodina
Eleanor se narodila jako dcera Reginalda Cobhama, 3. barona Sterborough, 3. lorda Cobhama, a jeho první manželky Eleanor Culpeperové, dceru sira Thomase Culpepera.

### Milenka a manželka vévody z Gloucesteru
Kolem roku 1422 se Eleanor stala dvorní dámou Jacqueline z Hainaultu, která během rozvodu s Janem IV. Brabantským, uprchla v roce 1421 do Anglie. V roce 1423 se Jacqueline provdala za vévodu Humphreyho z Gloucesteru, nejmladšího syna anglického krále Jindřicha IV., který byl od smrti svého bratra Jindřicha V. lordem protektorem dětského krále Jindřicha VI. a vedoucím členem jeho rady.
Gloucester odjel do Francie, aby získal kontrolu nad statky své manželky v Hainaultu. Po jeho návratu do Anglie v roce 1425 se Eleanor stala jeho milenkou. V lednu 1428 bylo vévodovo manželství s Jacqueline anulováno a on se oženil s Eleanor. Podle Harrisona "byla Eleanor krásná, inteligentní a ambiciózní a Humphrey byl kultivovaný, potěšení milující a slavný." Během několika příštích let byly centrem malého, ale okázalého dvora se sídlem v La Plesaunce v Greenwichi, obklopeni básníky, hudebníky, učenci a přáteli.
V roce 1435 zemřel vévodův starší bratr Jan z Bedfordu, což z Humphreyho učinilo předpokládaným dědicem anglického trůnu. Gloucester si také nárokoval titul regenta, který do té doby držel jeho bratr, regentská rada mu však oponovala. Jeho manželka Eleanor měla vliv u dvora a zřejmě se Jindřichu VI. líbila. V listopadu 1435 vévoda celý svůj majetek spojil s Eleanor. V dubnu 1436 jí bylo uděleno roucho vévodkyně pro ceremoniál podvazkového řádu.

## Soud a uvěznění

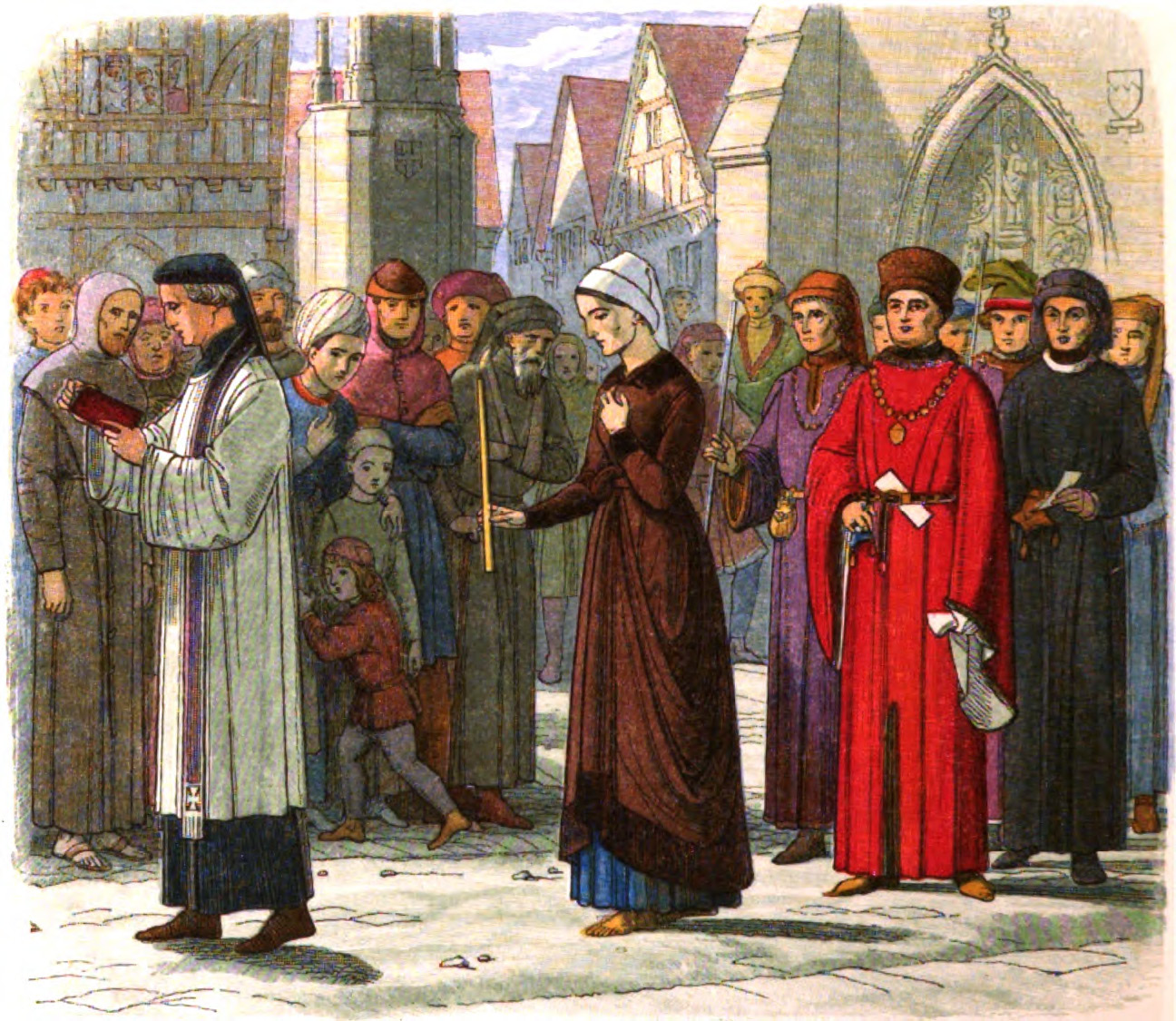
Veřejné pokání Eleanor Cobhamové z A Chronicle of England ilustrované J.W.E. Doylem, 1864

Eleanor se poradila s astrology, aby se pokusili předpovědět její budoucnost. Astrologové Thomas Southwell a Roger Bolingbroke předpovídali, že Jindřich VI. bude v červenci nebo srpnu 1441 trpět život ohrožující nemocí. Když se zvěsti o předpovědi dostaly ke královým opatrovníkům, poradili se také s astrology, kteří ve svých astrologických předpovědích žádnou takovou budoucí nemoc nenašli, což byla útěcha pro krále, kterého tyto fámy znepokojovaly. Také sledovali zvěsti k jejímu zdroji a vyslýchali Southwella, Bolingbrokea a Johna Homa (osobního zpovědníka Eleanor), poté Southwella a Bolingbroka zatkli na základě obvinění ze zrádné nekromancie. Bolingbroke jmenoval Eleanor jako podněcovatelku, ale ta uprchla do útočiště ve Westminsterském opatství, takže nemohla být souzena. Obvinění proti ní byla pravděpodobně přehnaná, aby omezila ambice jejího manžela.
Eleanor byla ve svatostánku vyšetřována skupinou věřících mužů a většinu obvinění popřela, ale přiznala se k získání lektvarů od Margery Jourdemaynové. Její vysvětlení znělo, že to byly lektvary, které jí měly pomoci otěhotnět. Eleanor a její spiklenci byli shledáni vinnými. Southwell zemřel v Toweru. Bolingbroke byl oběšen, vykuchán a rozčtvrcen, Margery Jourdemaynová byla upálena na hranici. Eleanor musela v Londýně konat veřejné pokání, rozvést se s manželem a byla odsouzena k doživotnímu vězení. V roce 1442 byla uvězněna na hradě Chester, pak byla přemístěna na hrad Kenilworth. Tento krok byl vyvolán obavami, že Eleanor získávála sympatie u Dolní sněmovny, protože jen pár měsíců předtím se nejmenovaná žena z Kentu setkala s Jindřichem VI. v Black Heath a vynadala mu za to, jak se choval k Eleanor, a řekla, že by ji měl přivést domů k jejímu manželovi. Žena byla potrestána popravou. V červenci 1446 byla Eleanor přemístěna na ostrov Man a nakonec v březnu 1449 na hrad Beaumaris v Anglesey, kde 7. července 1452 zemřela.

## Potomci
Eleanořin manžel Humphrey měl dvě známé děti, syna Artura a dceru Antigonu. Zdroje se různí ohledně toho, zda je Eleanor porodila před svatbou, nebo zda byli potomky "neznámé milenky nebo milenek". Eleanor mohla tedy mít s Humphreym dvě dětiː
- Artur Plantagenet
- Antigona Plantagenetová